# Parthina linea
Parthina linea is een schietmot uit de familie Odontoceridae. De soort komt voor in het Nearctisch gebied.